# Laket
Láket je stara enota za dolžino. Obstaja več takšnih enot.
- mera za platno, približno 275 cm,
- mera za tkanine (neredko tudi vatel), približno 0,778 m, ki izhaja iz dunajskega vatla 0,77756 m, ali tudi 1,13 m,
- arabski laket, približno 49 1/3 cm.